# Himmelekspressen
Himmelekspressen er et herberg for hjemløse mænd, som tilbyder et gratis ophold over natten med morgen- og aftensmad for beboerne. Stedet drives udelukkende for private midler og ved hjælp af frivillig, ulønnet arbejdskraft.
Herberget blev indviet i 1952 af vognmand Svend Åge Johannessen og pastor Niels Stampe på baggrund af et vurderet behov for oprettelse af en overnatningsmulighed for byens hjemløse efter at disse indtil da havde fået stillet en række gamle jernbanevogne fra DSB til rådighed. Fra 1962 overdrog denne etat deres bygning i Vasbygade, der herefter officielt huser beboerne.

## Ekstern henvisning
1. ↑  Himmelekspressen dokumentarfilm fra 1964 af Sune Lund-Sørensen,
2. ↑  Portræt af det over 50-årige værested Himmelekspressen Af Udfordringen 12. maj. 2010

- Himmelekspressen J. Lange Jacobsen  i Den Store Danske, Gyldendal. Hentet 22. februar 2020

55°39′23″N 12°32′45″Ø / 55.65631°N 12.54585°Ø